# المجنة
المجنة (به عربی: المجنة) یک منطقهٔ مسکونی در عربستان سعودی است که در استان جازان واقع شده‌است.